# Sojusz Pracy i Wolności
Sojusz Pracy i Wolności (tur. Emek ve Özgürlük İttifakı, kurd. Hevkariya Ked û Azadiyê) – turecka koalicja wyborcza partii i organizacji lewicowych zawiązana 25 sierpnia 2022 przez Ludową Partię Demokratyczną (HDP), Partię PracującychTurcji (TİP), Partię Pacy (EMEP), Partię Ruchu Robotniczego (EHP), Partię Wolności Społecznej (TÖP) oraz Federację Zgromadzeń Socjalistycznych (SMF). W swojej deklaracji koalicja ogłosiła, że celem sojuszu jest „równość, wolność, braterstwo, pokój i demokracja dla społeczeństwa tureckiego”.

## Historia
Początkowy proces negocjacji sojuszniczych rozpoczął się od spotkań poszczególnych stron. Na początku 2022 HDP otwarcie wezwała partie lewicowe do zbudowania sojuszu politycznego i zaprosiła TİP, EMEP, EHP, TÖP, SMF, Partia Wolności i Sprawiedliwości (SOL Parti) i Komunistyczną Partię Turcji (TKP) na wstępne spotkanie i dyskusję. SOL Parti natychmiast ogłosiło, że nie będzie uczestniczyć w dyskusjach, powołując się na różnice zdań co do czasu i strategii, podczas gdy TKP zadeklarowało wycofanie się po pierwszym spotkaniu. W rozmowach uczestniczyła również organizacja Halkevi, zdecydowała się jednak nie brać udziału w ostatecznym tworzeniu sojuszu ze względu na niechęć do skupiania się na nadchodzących wyborach, choć dodając, że będą wspierać cele koalicji.
Strony zadeklarowały, że program polityczny i harmonogram działania sojuszu zostaną ogłoszone w Centrum Kongresowym Haliç w Stambule 24 września 2022. 80 znanych tureckich osobistości (w tym: Murathan Mungan, Zülfü Livaneli, İnci Aral czy Ahmet Ümit) podpisało publiczną deklarację poparcia dla zawiązanego sojuszu i jego celów politycznych. 22 marca 2023 partie zadeklarowały, że nie wystawią kandydata na prezydenta w wyborach prezydenckich w Turcji w 2023, zwiększając tym samym szanse kandydata Republikańskiej Partii Ludowej (CHP) Kemala Kılıçdaroğlu. 24 marca natomiast koalicja zdecydowała się startować z jednej listy wspólnie z Partią Zielonej Lewicy (YSP).

## Ideologia
Partie członkowskie zadeklarowały, że we wrześniu 2022 ogłoszą naczelne zasady i program polityczny sojuszu. Lider EMEP Ercüment Akdeniz zwrócił uwagę, że wzmocnienie sekularyzmu, demokratyzacja kraju, równe prawa obywatelskie i zakończenie wyzysku gospodarczego, społecznego i środowiskowego to główne cele polityczne. Erkan Baş, lider TİP, utrzymywał, że sojusz powinien stanowić wiarygodną alternatywę dla „milionów ludzi, którzy nie są (odpowiednio) reprezentowani przez Sojusz Ludowy” i obejmować „robotników, młodzież, rolników, kobiety, społeczność LGBT+, Kurdów i alewitów".
Zgodnie z deklaracją polityczną koalicji, partie przedstawiają egalitarną, ekologiczną, demokratyczną i feministyczną wizję Turcji, jednocześnie potępiając pro-biznesowe, kumotersko-kapitalistyczne, neoliberalne i autorytarne praktyki rządów Recepa Tayyipa Erdoğana oraz Partii Sprawiedliwości i Rozwoju (AKP).

## Kompozycja
| Nazwa partii                          | Ideologia                                                                                    | Lider                              | Miejsca w parlamencie | Miejsca w samorządach |
| ------------------------------------- | -------------------------------------------------------------------------------------------- | ---------------------------------- | --------------------- | --------------------- |
| Główne podmioty koalicji              |                                                                                              |                                    |                       |                       |
| Ludowa Partia Demokratyczna           | socjalizm demokratyczny, antykapitalizm, regionalizm, feminizm                               | Mithat Sancar, Pervin Buldan       | 56/600                | 1230/20498            |
| Partia Pracujących Turcji             | socjalizm, komunizm, marksizm-leninizm                                                       | Erkan Baş                          | 4/600                 | 0/20498               |
| Partia Pracy                          | komunizm, marksizm-leninizm, hodżyzm                                                         | Ercüment Akdeniz                   | 0/600                 | 0/20498               |
| Partia Ruchu Robotniczego             | komunizm, marksizm-leninizm                                                                  | Hakan Öztürk                       | 0/600                 | 2/20498               |
| Partia Wolności Społecznej            | komunizm, marksizm-leninizm, feminizm, socjalizm                                             | Perihan Koca                       | 0/600                 | 0/20498               |
| Partia Zielonej Lewicy                | zielona polityka, socjalizm wolnościowy, antykapitalizm, sekularyzm, demokracja bezpośrednia | Çiğdem Kılıçgün Uçar, İbrahim Akın | 0/600                 | 0/20498               |
| Organizacje pozarządowe               |                                                                                              |                                    |                       |                       |
| Federacja Zgromadzeń Socjalistycznych | socjalizm, komunizm                                                                          | Zarząd kolektywny                  | 0/600                 | 1/20498               |